# Telemofila
Genre
Telemofila est un genre d'araignées aranéomorphes de la famille des Telemidae.

## Distribution
Les espèces de ce genre se rencontrent en Indonésie, en Malaisie, à Singapour et en Nouvelle-Calédonie.

## Liste des espèces
Selon World Spider Catalog (version 21.0, 23/05/2020) :
- Telemofila fabata (Wang & Li, 2010)
- Telemofila malaysiaensis (Wang & Li, 2010)
- Telemofila pecki (Brignoli, 1980)
- Telemofila samosirensis Wunderlich, 1995

Selon World Spider Catalog (version 20.5, 2020) :
- † Telemofila crassifemoralis Wunderlich, 2004

## Publication originale
- Wunderlich, 1995 : Beschreibung bisher unbekannter Spinnenarten und -Gattungen aus Malaysia und Indonesien (Arachnida: Araneae: Oonopidae, Tetrablemmidae, Telemidae, Pholcidae, Linyphiidae, Nesticidae, Theridiidae und Dictynidae). Beiträge zur Araneologie, vol. 4, p. 559-579.